# Uromyces compactus
Uromyces compactus ist eine Ständerpilzart aus der Ordnung der Rostpilze (Pucciniales). Der Pilz ist ein Endoparasit des Korbblütlers Aster spinosus. Symptome des Befalls durch die Art sind Rostflecken und Pusteln auf den Blattoberflächen der Wirtspflanzen. Sie ist im Süden Nordamerikas verbreitet.

## Merkmale

### Makroskopische Merkmale
Uromyces compactus ist mit bloßem Auge nur anhand der auf der Oberfläche des Wirtes hervortretenden Sporenlager zu erkennen. Sie wachsen in Nestern, die als gelbliche bis braune Flecken und Pusteln auf den Blattoberflächen erscheinen.

### Mikroskopische Merkmale
Das Myzel von Uromyces compactus wächst wie bei allen Uromyces-Arten interzellulär und bildet Saugfäden, die in das Speichergewebe des Wirtes wachsen. Ihre Spermogonien wachsen in länglichen Gruppen auf der Oberfläche der Wirtsstängel. Die ähnlich wachsenden Aecien der Art sind farblos bis hellgelblich. Ihre hyalinen Aeciosporen sind 28–35 × 22–27 µm groß, ellipsoid bis breitellipsoid und warzig. Die Uredien des Pilzes wachsen an Stängeln und sind zimtbraun. Die ebenfalls zimtbraunen Uredosporen sind 32–40 × 23–28 µm groß, eiförmig bis ellipsoid und stachelwarzig. Die an Stängeln wachsenden Telien der Art sind schwarzbraun, kompakt und unbedeckt. Die kastanienbraunen Teliosporen sind einzellig, in der Regel eiförmig bis langellipsoid, glatt und meist 33–42 × 22–28 µm groß. Ihre Stiele sind leicht gelblich und bis zu 60 µm lang.

## Verbreitung
Das bekannte Verbreitungsgebiet von Uromyces compactus umfasst die südwestlichen USA und das nördliche Mexiko.

## Ökologie
Die Wirtspflanze von Uromyces compactus ist Aster spinosus. Der Pilz ernährt sich von den im Speichergewebe der Pflanzen vorhandenen Nährstoffen, seine Sporenlager brechen später durch die Blattoberfläche und setzen Sporen frei. Die Art durchläuft einen makrozyklischen Entwicklungszyklus mit Spermogonien, Aecien, Telien und Uredien. Als autoöker Parasit macht sie keinen Wirtswechsel durch.